# 유빈 (배우)
유빈(1967년 9월 17일 ~ 현재)은 대한민국의 영화 배우이다.

## 출연 작품
- 1996년 《그들만의 세상》- 무희 2 역
- 1993년 《무적의 파이터 우뢰매》- 데일리 역
- 1992년 《권법소년》- 숙자 역